# CIC Mont Ventoux
El CIC Mont Ventoux, anteriormente Mont Ventoux Dénivelé Challenge, es una carrera ciclista profesional de un día para escaladores que se realiza en el mes de junio entre Vaison-la-Romaine y el Mont Ventoux en Francia.
La carrera fue creada en el año 2019 y entró a formar parte del circuito UCI Europe Tour bajo la categoría 1.1.

## Palmarés
| Año  | Ganador            | Segundo                      | Tercero          |
| ---- | ------------------ | ---------------------------- | ---------------- |
| 2019 | Jesús Herrada      | Romain Bardet                | Rein Taaramäe    |
| 2020 | Aleksandr Vlásov   | Richie Porte                 | Guillaume Martin |
| 2021 | Miguel Ángel López | Óscar Rodríguez Garaicoechea | Enric Mas        |
| 2022 | Ruben Guerreiro    | Esteban Chaves               | Michael Storer   |
| 2023 | Lenny Martinez     | Michael Woods                | Simon Carr       |
| 2025 |                    |                              |                  |

## Palmarés por países
| País     | Victorias |
| -------- | --------- |
| España   | 1         |
| Rusia    | 1         |
| Colombia | 1         |
| Portugal | 1         |
| Francia  | 1         |